# Jacques Bachot
Jacques Bachot foi um escultor da França, ativo entre 1493 e 1526.
Trabalhou inicialmente em Troyes, quando a cidade era um dos principais centros de escultura do fim da Idade Média. Em 1495 já estava em Joinville, criando tumbas para a família do bispo de Metz. Entre 1505 e 1505 estava novamente em Troyes, e em 1515 foi para Saint-Nicolas-de-Port a fim de atender encomendas da basílica local. Entre suas obras mais importantes estavam uma cruz monumental de 11m de altura, em bronze, que realizou em associação com outros e que foi destruída na Revolução Francesa, e as tumbas de Henri de Lorraine e Ferry II de Vaudémont.